# テュイルリー駅
テュイルリー駅（テュイルリーえき、Tuileries、チュイルリー駅）は、フランス・パリ1区にあるパリメトロ1号線の駅。テュイルリー庭園に隣接する。

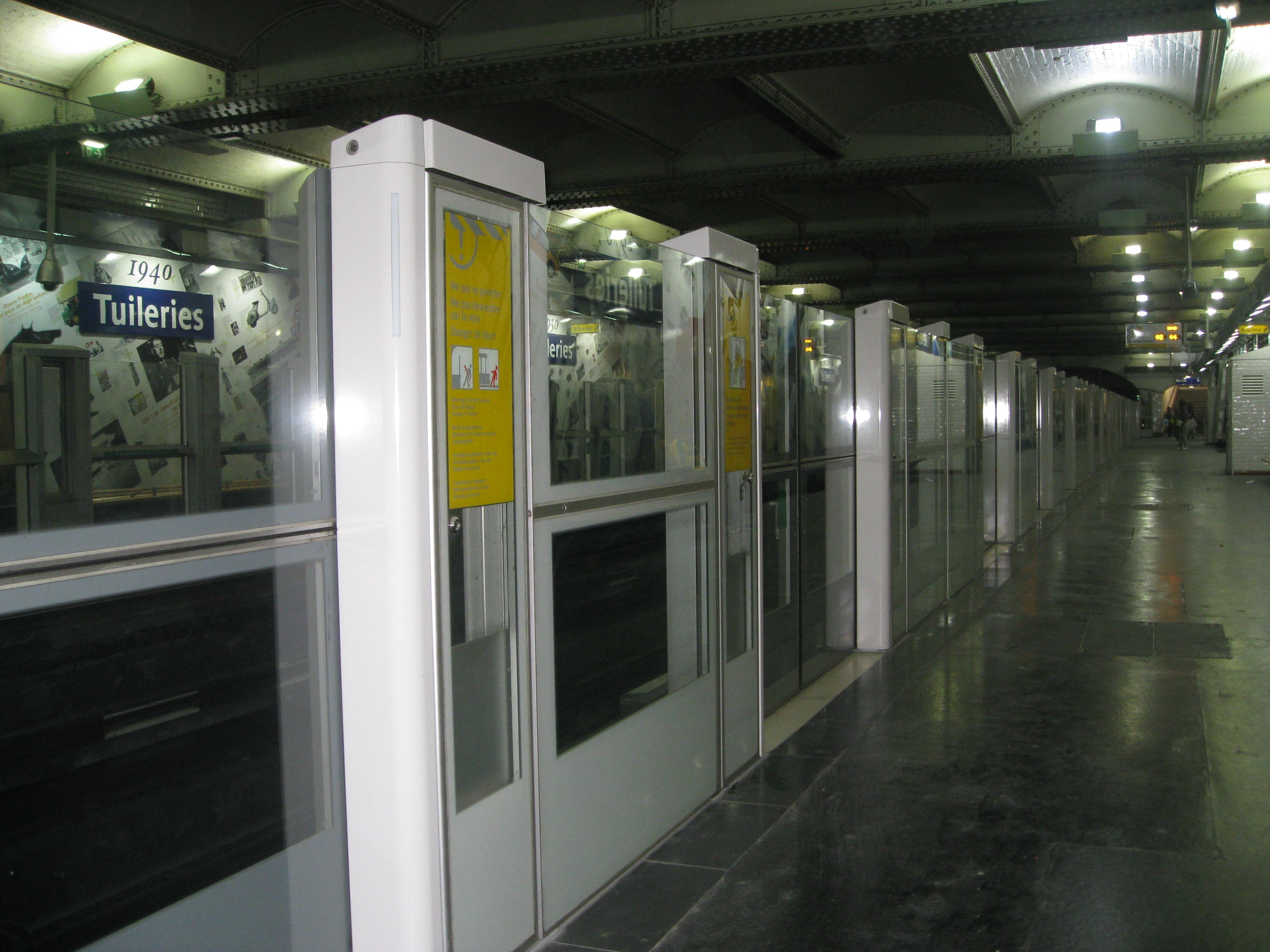
駅ホーム（2016年）

## 駅周辺
- テュイルリー庭園
- カルーセル庭園
- ヴァンドーム広場
- 司法省

## 歴史
- 1900年7月19日、1号線ポルト・マイヨ駅 - ポルト・ド・ヴァンセンヌ駅間開通に伴い、開業。

## 隣の駅
パリメトロ
■1号線
コンコルド駅（Concorde） - テュイルリー駅 - パレ・ロワイヤル＝ミュゼ・デュ・ルーヴル駅（Palais Royal - Musée du Louvre）

## 位置情報
- 北緯48度51分52.31秒 東経2度19分46.62秒 / 北緯48.8645306度 東経2.3296167度